# Sint-Pieters-Heurne
Sint-Pieters-Heurne is een gehucht van Vechmaal, een deelgemeente van Heers in de Belgische provincie Limburg.

## Bezienswaardigheden
- De romaanse Sint-Pieterskapel stamt uit de 13e en 14e eeuw met een ingangsboog uit 1554. De kapel werd gerestaureerd in 1556 en is gebouwd op de plaats van een Romeinse villa. De grote klok, Petrus gedoopt en gegoten in Herentals is de oudste van het dekenaat Tongeren en dateert uit de 13e eeuw. In 1989-1990 werd de kapel volledig gerestaureerd.
- De kern van het gehucht werd in 2006 beschermd als dorpsgezicht.

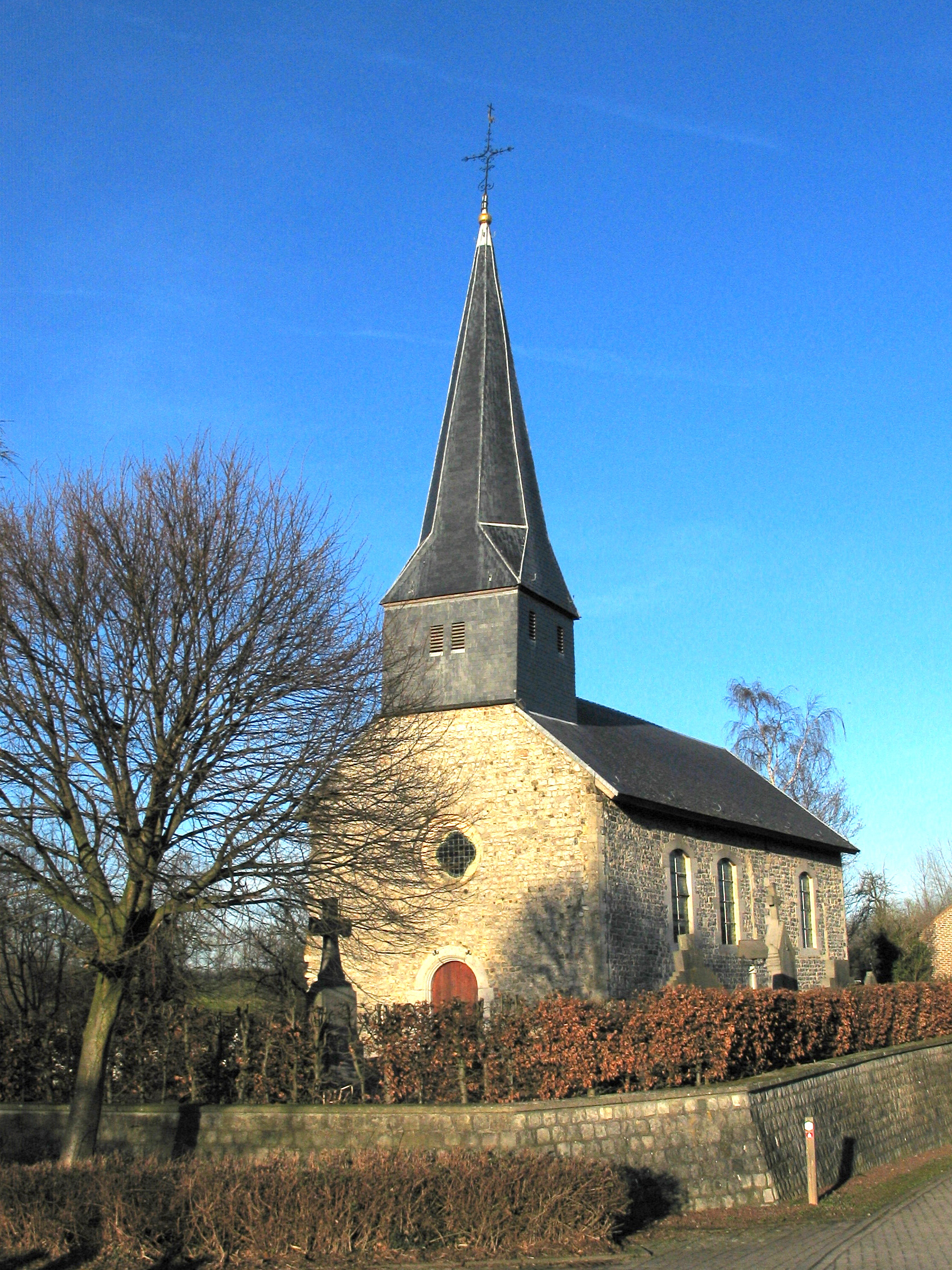
De Sint-Pieterskapel

- Kasteel van Heurne

## Nabijgelegen kernen
Wouteringen, Oerle, Vechmaal, Horpmaal
Deelgemeenten: Batsheers · Gutschoven · Heers · Heks · Horpmaal · Klein-Gelmen · Mechelen-Bovelingen · Mettekoven · Opheers · Rukkelingen-Loon · Vechmaal · Veulen

Gehuchten: Middelheers · Sint-Pieters-Heurne

Belgische gemeenten · Arrondissement Tongeren · Limburg · Vlaanderen